# Roskilde Gasværk
Roskilde Gasværk er et forhenværende gasværk i Roskilde. Dets bygning har en markant og åben beliggenhed i byen og er fredet.

## Historie
Vestre Gasværk var åbent som landets første gasværk i 1857. Roskilde fik sit gasværk i 1863. Hovedbygningen blev senere udvidet i 1899 og 1930. I 1979 lukkede det.

## Arkitektur
Roskilde Gasværk blev oprindeligt opført i historicistisk stil, men dens facade fremstår i dag først og fremmest funktionalistisk, omend udvidelserne er sket med hensyntagen til bygningens oprindelige arkitektur. Hovedbygningen såvel som jernrammen til gasbeholderen fra 1930 blev fredet i 1994. Gasværket er repræsentativt for bygasværkernes mere end hundredeårige historie i Danmark.

## Nuværende anvendelse
Bygningen blev restaureret i 1995, og da var det nødvendigt at fjerne hele bygningens indre, herunder etageadskillelser, på grund af alvorlig forurening fra den tidligere gasproduktion. Den rummer i dag værksteder for lokale kunstnere samt et galleri.